# 村山拓也
村山 拓也（むらやま たくや、1987年8月7日 - ）は、奈良県生駒市出身の元サッカー選手。ポジションはディフェンダー。

## 来歴
大阪府生まれで幼少期より奈良県で育つ。6歳からサッカーを始め、U12県代表、関西代表候補としてナショナルチーム選考大会に選ばれる一方で怪我に苦しむ。
中学、高校年代とキャプテンとしてチームを率い全国大会に出場するも、引き続き怪我に苦しむ。
高校卒業後はトレーナーの道を志し、早稲田大学に入学。在学中はア式蹴球部に所属しながら、トレーナー活動を開始し自己研鑽に励む。
卒業後の進路として外国でサッカー選手として自分の力を試す為に渡豪。オーストラリア2部リーグのチームと契約を結び、プロサッカー選手となる。
7年間オーストラリアで過ごし、2018年からはフィンランド・HJKヘルシンキでプレー。2019年にはラトビアのクラブとの契約を目指すもかなわず、同年ブログで現役引退を発表した。

## 所属クラブ
ユース経歴
- 生駒FC
- 生駒市立緑ヶ丘中学校
- 奈良育英高校
- 早稲田大学ア式蹴球部

プロ経歴
- 2011年 ボニーリグ・ホワイト・イーグルスFC（英語版）
- 2012年-2015年 ロックデール・シティ・サンズ（英語版）
- 2016年-2017年 サザーランド・シャークスFC（英語版）
- 2018年 HJKヘルシンキ